# Angelo Genocchi
Angelo Genocchi (5 mars 1817 à Plaisance – 7 mars 1889 à Turin) est un mathématicien italien, spécialiste de théorie des nombres. Il a notamment travaillé avec Giuseppe Peano.
Les nombres de Genocchi portent son nom.
Genocchi a présidé l'Académie des sciences de Turin.
- Notices d'autorité :   - VIAF
  - ISNI
  - BnF (données)
  - IdRef
  - LCCN
  - GND
  - Italie
  - Pays-Bas
  - NUKAT
  - Vatican
  - Tchéquie
  - WorldCat